# 瓦拉爾體育聯盟
瓦拉爾體育聯盟(Club Unión Huaral)是一支位於秘魯瓦拉爾的職業足球會，目前於秘魯足球乙級聯賽角逐。